# Héctor Ávalos (futbolista argentino)
Héctor César Ávalos es un exfutbolista de varios equipos argentinos, con dilatada campaña en el club Almirante Brown, donde es uno de los jugadores con más partidos disputados (256), solo superado por el defensa Raúl Martini (278) y el arquero Héctor Pistone (271).

## Campañas y características
Debutó en primera división en Ferro Carril Oeste en 1970. De ahí pasó a jugar en 1971 para Nueva Chicago, llegando en 1972 a Almirante Brown, donde permanecería hasta 1978, protagonizando importantes campañas entre los múltiples intentos del equipo mirasol en esa década de acceder al fútbol grande. En 1979 pasó a Deportivo Armenio, donde se retiró.
Fue uno de los jugadores-símbolo de Almirante Brown en la década del '70. A su llegada, en 1972, jugó como marcador de punta izquierda. Por su calidad y su despliegue, pasó luego a formar la pareja central junto con Héctor Canio en primera instancia, y luego con Raúl Franchocci.
De gran carácter y fuerte en la lucha, formó grandes defensas de esa época.

## Enlaces
- Al libro de Carlos Correa "Almirante de mi vida", en diarionco.com, donde se ven, en página 302, las estadísticas de Héctor Ávalos
- Club Almirante Brown. Web oficial